# Панарет (Вагианос)
Митрополит Панарет (греч. Μητροπολίτης Πανάρετος в миру Панайот Вагианос; род. 1919, Айасос, остров Лесбос, Греция — 22 ноября (5) декабря 2004, Афины, Греция) — епископ неканонического старостильного Матфеевскеого Синода, митрополит Ларисский и Тирнавский (1995—2004).

## Биография
Родился в 1919 году в селении Айасос на острове Лесбос.
В 1959 году епископом Патрским Андреем (Анестисом) был рукоположен в сан диакона и пресвитера. В качестве духовника и проповедника окормлял приходы ИПЦ в Греции, а также в Австралии. С 1980 года был настоятелем Свято-Софийского храма в Трикале.
9 июля 1995 года был рукоположен в сан митрополита Ларисского и Тирнавского архиепископом Афинским Андреем, митрополитами Пирейским Николаем (Месиакарисом), Месогейским Кириком (Кондояннисом) и Верийским Тарасием (Карангунисом). После хиротонии от лица православной общины Ларисы его приветствовал известный «матфеевский» богослов Елевферий Гудзидис.
Митрополит Панарет поддержал митрополита Кирика на позиции непризнания ухода на покой архиепископа Андрея и избрание нового архиепископа Николая (Месиакариса).
Скончался 22 ноября (5) декабря 2004 года. Отпевание и похороны митрополита состоялись 6 декабря в Ларисе в Свято-Предтеченском храме, расположенном на территории усадьбы семьи Елевферия Гудзидиса.